# BD+
BD+ est un élément de la gestion des droits numériques des disques Blu-ray. Développé par Cryptography Research Inc. (CRI), il se base sur son concept de Self-Protecting Digital Content (SPDC). BD+ a joué un rôle important pendant la guerre des supports HD. Plusieurs studios de cinéma[Lesquels ?] ont indiqué que leur préférence allait à la technologie Blu-ray à cause de l’intégration de BD+.
Le 19 novembre 2007, Macrovision a annoncé son intention d’acquérir la technologie SPDC (code source et brevets inclus) de CRI pour 45 millions USD comptant plus des titres en warrant. Le 19 mars 2008, un fabricant de logiciels, SlySoft, a publié une attaque contre la première version de BD+. Les titres sur disque Blu-Ray à partir du film Jumper (sorti le 14 février 2008) ont été publiés avec un système BD+ légèrement modifié, qui a été « cassé » à nouveau au mois de novembre 2008. Une troisième mouture de BD+ a été mis en place en novembre 2008, laquelle aurait également été « cassée » le 29 décembre 2008,.